# John Watson (målare)
John Watson, född 1685 död 1768, var en av de första målarna i USA och innehavare av det första konstgalleriet.. Han föddes i Skottland och bodde i Perth Amboy i New Jersey från 1715.